# سیمون ولا
سیمون ولا (انگلیسی: Simon Vella؛ زادهٔ ۱۸ سپتامبر ۱۹۷۹) بازیکن فوتبال اهل مالت است.
از باشگاه‌هایی که در آن بازی کرده‌است می‌توان به باشگاه فوتبال ساتون یونایتد و باشگاه فوتبال ویمبلدون اشاره کرد.
وی همچنین در تیم ملی فوتبال مالت بازی کرده‌است.